# Дедовский сельсовет
Дедовский сельсовет — муниципальное образование в Фёдоровском районе Башкортостана.
Согласно «Закону о границах, статусе и административных центрах муниципальных образований в Республике Башкортостан» имеет статус сельского поселения.

## Состав
с. Дедово,
д. Базелево,
х. Грицаевка,
с. Ижбуляк,
д. Ильиновка,
д. Николаевка,
х. Новая Деревня,
д. Новотроицкое,
д. Петровка,
д. Юрковка.

## Население
| 2002  | 2009  | 2010  | 2012  | 2013  | 2014  | 2015 |
| ----- | ----- | ----- | ----- | ----- | ----- | ---- |
| 1206  | →1206 | ↘1125 | ↘1098 | ↘1064 | ↘1044 | ↘999 |
| 2016  | 2017  | 2018  |       |       |       |      |
| ↗1003 | ↘990  | ↘951  |       |       |       |      |